# Масандилов, Лев Борисович
Лев Борисович Масандилов (род. 1937) — специалист в области электротехники. Доктор технических наук, профессор кафедры «Автоматизированного электропривода» Московского энергетического института (МЭИ ТУ).

## Биография
Лев Борисович Масандилов родился 29 октября 1937 года. 
В 1961 году окончил Московский энергетический институт. После окончания ВУЗа работал на кафедре автоматизированного электропривода. Учился в аспирантуре МЭИ. В 1966 году защитил кандидатскую диссертацию. Получил ученую степень кандидата технических наук. В 1992 году защитил докторскую диссертацию на тему: «Теория, исследование и разработка асинхронного электропривода со специальными режимами работы». Получил в МЭИ учёную степень доктора технических наук. В 1996 году Льву Борисовичу было  присвоено ученое звание профессора.
Область научных интересов: теория электропривода с асинхронными двигателями,  применение асинхронных двигателей в промышленных механизмах, способы управления асинхронными двигателями.
Лев Борисович Масандилов имеет около 50 авторских свидетельств и патентов на изобретения, является автором около 200 научных работ. Под его руководством в МЭИ  было подготовлено и защищено 21 кандидатская диссертация (Галкин А. А. «Исследование безредукторного электропривода лифта с низкоскоростным асинхронным двигателем» и др.).
Научную работу на кафедре «Автоматизированного электропривода» Московского энергетического института  Л. Б. Масандилов совмещает  с преподавательской деятельностью, читает в Московском энергетическом институте  лекции по курсу «Электропривод и автоматизация общепромышленных механизмов».

## Труды
- Регулирование скорости вращения асинхронных двигателей/ Л. Б. Масандилов, В. В. Москаленко.  Москва: Энергия, 1968. 72 с.: ил. (Библиотека электромонтера ; вып. 264). - Библиогр.: с. 72.
- Электромагнитные переходные процессы в асинхронном электроприводе/ М. М. Соколов [и др.].  Москва : Энергия, 1967. - 200 с. : ил. - Библиогр.: с. 197-199.
- Расчеты статических характеристик асинхронного двигателя. //Масандилов Л. Б., Новиков С. Е.  Электропривод и системы управления: Труды МЭИ. Вып. 683.  М.: Издательский дом МЭИ, 2007.  C. 15-24.
- Учет насыщения магнитной цепи при расчете характеристик асинхронного электропривода. Масандилов Л. Б., Новиков С. Е., Тепляков А. Н.// Электропривод и системы управления: Труды МЭИ. Вып. 686.  М.: Издательский дом МЭИ, 2010. C. 39-53.